# Monsieur Deligny, vagabond efficace
Pour plus de détails, voir Fiche technique et Distribution.
Monsieur Deligny, vagabond efficace est un film documentaire français réalisé par Richard Copans et sorti en 2020. Il s'attache à la vie de Fernand Deligny, un animateur socioculturel et éducateur spécialisé.

## Fiche technique
- Titre : Monsieur Deligny, vagabond efficace
- Réalisation : Richard Copans
- Photographie : Martin Roux
- Son : Sylvain Copans et Philippe Grivel
- Montage : Catherine Gouze
- Production : Les Films d'ici - Les Films Hatari
- SOFICA : Cinéventure 4
- Distribution : Shellac
- Pays  :  France
- Durée : 95 minutes
- Date de sortie : France - 18 mars 2020

## Distribution
- Jean-Pierre Darroussin : voix
- Sarah Adler : voix
- Mathieu Amalric : voix